# Pamplin City (Virginia)
Pamplin City es un pueblo situado en el condado de Appomattox, Virginia  (Estados Unidos). Según el censo de 2010 tenía una población de 219 habitantes.

## Demografía
Según el censo del 2000, Pamplin City tenía 199 habitantes, 78 viviendas, y 51 familias. La densidad de población era de 256,1 habitantes por km².
De las 78 viviendas en un 34,6%  vivían niños de menos de 18 años, en un 44,9%  vivían parejas casadas, en un 14,1% mujeres solteras, y en un 34,6% no eran unidades familiares. En el 33,3% de las viviendas  vivían personas solas el 21,8% de las cuales correspondía a personas de 65 años o más que vivían solas. El número medio de personas viviendo en cada vivienda era de 2,55 y el número medio de personas que vivían en cada familia era de 3,27.
Por edades la población se repartía de la siguiente manera: un 31,2% tenía menos de 18 años, un 7,5% entre 18 y 24, un 29,6% entre 25 y 44, un 12,6% de 45 a 60 y un 19,1% 65 años o más.
La edad media era de 34 años.  Por cada 100 mujeres de 18 o más años  había 77,9 hombres.
La renta media por vivienda era de 28.000$ y la renta media por familia de 36.250$. Los hombres tenían una renta media de 23.125$ mientras que las mujeres 17.500$. La renta per cápita de la población era de 15.246$. En torno al 16,7% de las familias y el 19% de la población estaban por debajo del umbral de pobreza.

## Localidades adyacentes
El siguiente diagrama muestra a las localidades más próximas a Pamplin City.